# Kostel svatého Josefa (Janovice)
Kostel svatého Josefa je novogotický filiální kostel v Janovicích v okrese Frýdek-Místek.

## Historie

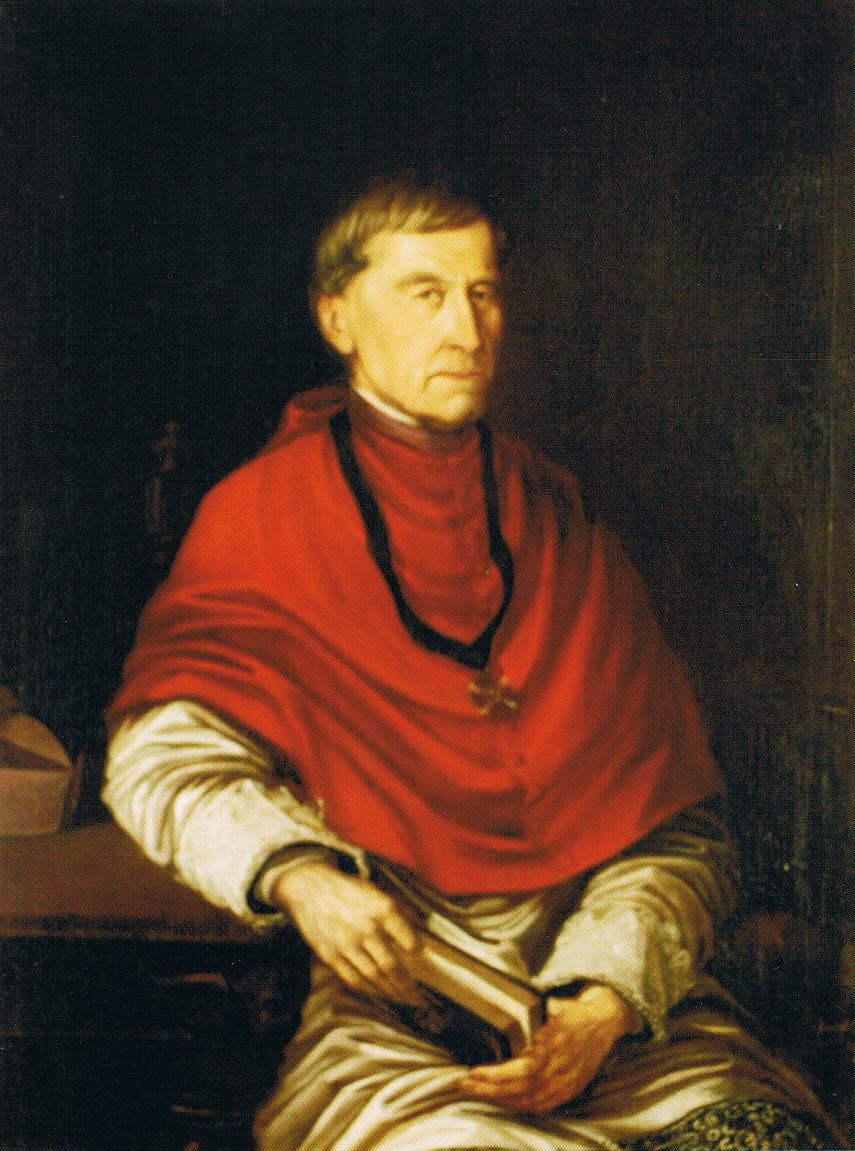
Pomocný biskup vratislavský Franciszek Śniegoń, který se účastnil položení základního kamene kostela

I přes velký počet obyvatel neměly Janovice vlastní kostel a místní věřící museli docházet do Malenovic, do Frýdlantu nebo až do Frýdku. Ačkoliv během 19. století existovalo několik iniciativ za stavbu kostela, všechny byly neúspěšné z důvodu neochoty úřadů. Úspěšný byl až páter Josef Loriš z Frýdku, který po roce 1873 začal shromažďovat finance na stavbu janovického kostela. Na sbírku přispěl Slezský zemský výbor, Frýdecká spořitelna, hrabě Larisch a mnoho dalších občanů Janovic, shromážděn byl obnos 40 250 zlatých. Základní kámen byl položen dne 1. května 1887 za přítomnosti pomocného vratislavského biskupa Franciszka Śniegoně. Stavba proběhla podle stavitele Ferdinanda Heinricha z Frýdku.
Dne 27. října 1889 byl na věži vztyčen čtyřmetrový kříž a 21. června 1891 byl kostel vysvěcen biskupským komisařem Karlem Findinskim. O rok později Janovice vystoupily z farního svazku Skalice a byla ustavena samostatná farnost, přičemž prvním knězem se stal František Skotnica. V roce 1899 byly nainstalovány hodiny.
V roce 2001 byl kostel zapsán na seznam kulturních památek. Ve stejném roce byla z bezpečnostních důvodů sundána malá věž kostela a v lednu 2002 byla dokončena její rekonstrukce.

## Popis
Kostel je jednolodní stavba v novogotickém stylu. Stavba je postaven na půdorysu tvaru kříže. Na vysokou věž s jehlancovitou střechou, kde je umístěn hlavní vstup, navazuje podélná loď, ukončená presbyteriem se závěrem ve tvaru osmiúhelníku.